# Lepänen
Lepänen är en ö i Finland. Den ligger i Bottenviken och i kommunen Kalajoki i den ekonomiska regionen  Ylivieska ekonomiska region i landskapet Norra Österbotten, i den nordvästra delen av landet. Ön ligger omkring 120 kilometer sydväst om Uleåborg och omkring 460 kilometer norr om Helsingfors.
Öns area är 25 hektar och dess största längd är 1 kilometer i sydöst-nordvästlig riktning.